# روادید استارت‌آپ
ویزا استارت‌آپ (کارآفرینی) (به انگلیسی: Startup Visa) اجازه اقامت موقت مشروط در کشورهای مختلف است. با جذب سرمایه و در شرایط ویژه‌ای، این ‌روادید به اقامت دائم تبدیل خواهد شد.

## ویزااستارت‌آپ درایالات متحده آمریکا
ایالات متحده در ۳ قانون مختلف روادید استارتاپی را بررسی کرده‌است.

## ویزااستارت‌آپ غیر ازایالات متحده آمریکا
به غیر از ایالات متحده آمریکا، کشورهای مختلف دیگری نیز به واسطه جذب ایده‌ها و دانش جدید به روادید کارآفرینی علاقه‌مند هستند.

### استرالیا
کشور استرالیا در دهه ۷۰ ویزا کارآفرینی ایجاد کرده‌است.

### کانادا
در کانادا شما اگر بتوانید از سرمایه گذاران فرشته کانادایی سرمایه جذب کنید، می‌توانید اقامت کانادا را دریافت کنید.

### شیلی
با حضور در دوره شتابدهی استارت آپ شیلی، شما مجوز کار یک ساله بر روی استارت آپ خود را دریافت می‌کنید و سرمایه ای حدود ۱۴هزار دلار برای ساخت محصول اولیه کسب می‌کنید، اگر پس از یک سال بتوانید سرمایه جذب کنید، ویزا شما تبدیل به اقامت خواهد شد.

### دانمارک

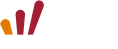
startup denmark

در کشور دانمارک برای کار بر روی استارت اپ خود می‌توانید به مدت ۲ سال مجوز کار و اقامت برای ۲ بنیان‌گذار استارتاپی دریافت کنید.

### ایرلند
کشور ایرلند دستور العملی برای مجوز اقامت و فعالیت استارتاپی در این کشور منتشر کرده‌است.

### ایتالیا
قوانین استارتاپی ایتالیا به شما در فعالیت استارتاپی در این کشور کمک خواهند کرد، اگر بتوانید نوآورانه بودن استارت اپ خود را اثبات کنید می‌توانید ویزای ایتالیا را دریافت کنید.
در ایتالیا به دو روش ارسال مستقیم استارت آپ به وزارت مربوطه یا استفاده از مراکز رشد معتبر می‌توانید برای روادید استارتاپی اقدام کنید.
در آخرین گزارش منتشر شده، ۱۹ استارت آپ ایرانی درخواست داده و از بین آنها ۱۲ استارت آپ پذیرفته شده‌اند.

### لیتوانی

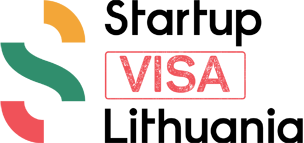

در ماه مارس سال ۲۰۱۷ لیتوانی برنامه‌ای برای پذیرش استارت آپ‌های خارج از اتحادیه اروپا را منتشر کرد.

### هلند
اگر استارتاپی
- تجربه تسهیلگری کافی داشته باشد
- نوآورانه باشد
- برنامه قدم به قدم تبدیل ایده به کسب و کار داشته باشد
- تسهیلگر و استارت آپ ثبت تجاری شده باشد
- بنیان‌گذار توان مالی کافی برای حداقل یک سال اقامت در هلند را داشته باشد

می‌تواند در برنامه پذیرش استارت آپ‌های هلند شرکت کند.

### نیوزیلند
قوانین پذیرش استارت آپ‌ها در نیوزیلند در سال ۲۰۱۴ تصویب شده‌است.

### سنگاپور
دولت سنگاپور استارت آپ‌ها را پذیرش می‌کند.

### اسپانیا
دولت اسپانیا استارت آپ‌ها را پذیرش می‌کند.

### انگلیس
انگلستان در صورت دسترسی به سرمایه ای به میزان ۵۰هزارپوند ویزای استارتاپی تا حداکثر ۳ ساله صادر می‌کند و در صورت دریافت سرمایه ۲۰۰ هزارپوندی تبدیل به اقامت دائم خواهد شد.

### فنلاند
در کشور فنلاند برنامه ای برای پذیرش استارت آپ‌هایی با حداقل ۲ بنیان‌گذار وجود دارد.